# АВАММОТ 758
АВАММОТ 758 (автомотриса моторная, тип 758) — пассажирская четырехосная дизельная автомотриса, изготовленная в единственном экземпляре в Румынии на заводе Малакса. Поступила на Советские железные дороги во время Великой Отечественной войны. Использовалась руководством Октябрьской железной дороги до 1989 г. В настоящее время — экспонат ЦМЖТ РФ.